# Fuhlenhagen
Fuhlenhagen település Németországban, Schleswig-Holstein tartományban. Lakosainak száma 378 fő (2023. december 31.).

## Népesség
A település népességének változása:
| Lakosok száma | 285  | 386  | 383  | 393  | 391  | 378  |
|               | 1975 | 2017 | 2019 | 2021 | 2022 | 2023 |